# نيل لوي
نيل لوي (بالإنجليزية: Neil Lowe)‏ هو لاعب دوري الرغبي بريطاني، ولد في 20 ديسمبر 1978 في ليدز في المملكة المتحدة.